# 開智 (松本市)

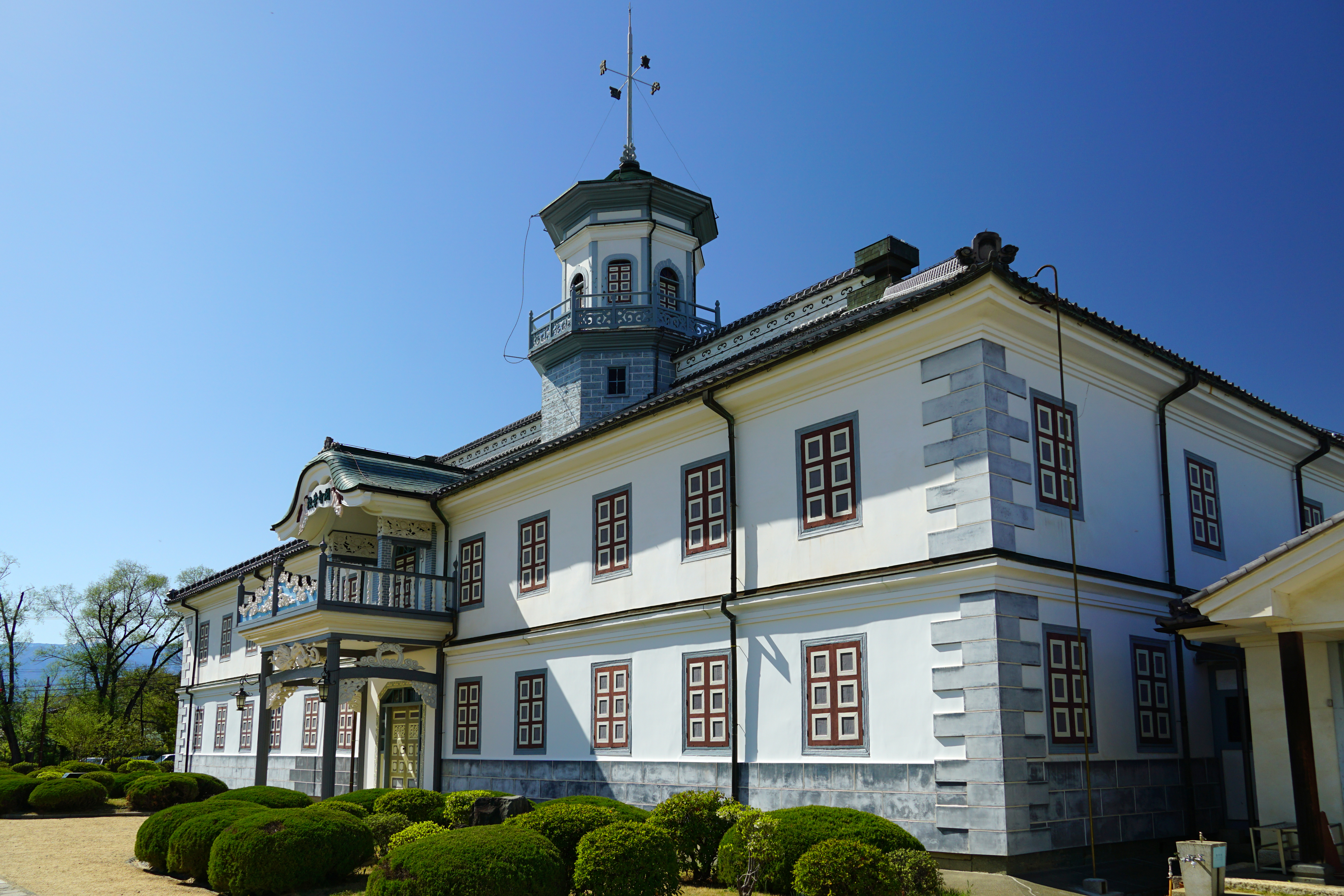
旧開智学校

開智（かいち）は長野県松本市の松本城の北にある地名。現行行政地名は開智1丁目から開智3丁目。住居表示実施済み。郵便番号は390-0876。

## 概要
あがたの森公園周辺と並ぶ文教地区になっている。松本城から開智学校、中央図書館へ至る道には観光客や学生が多い。また住宅が多い。

## 歴史
このあたりは江戸時代からすでにあり、当時は侍屋敷が多かった。2丁目には松本市の文化財に指定された高橋家住宅がある。数少ない江戸期の名主の建物であるが、管理が行き届いていなかったことを受け、近年市が修理すること決めた。
町名の由来は開智学校にちなむ。開智学校は女鳥羽川沿いの旧藩校（崇教館）跡地にあったが、戦後に現在地に移された。俗地名として鷹匠町、御徒士町などがある。
- 1965年9月1日 - 全域で住居表示実施[4]。

## 世帯数と人口
2018年（平成30年）10月1日現在の世帯数と人口は以下の通りである。
| 丁目      | 世帯数  | 人口    |
| --------- | ------- | ------- |
| 開智1丁目 | 123世帯 | 262人   |
| 開智2丁目 | 284世帯 | 605人   |
| 開智3丁目 | 153世帯 | 334人   |
| 計        | 560世帯 | 1,201人 |

## 施設
- 旧開智学校
- 松本市旧司祭館
- 松本市立開智小学校
- 開智公園（開智庭球場）